# Rhabdotalebra octolineata
Rhabdotalebra octolineata är en insektsart som först beskrevs av Baker 1903.  Rhabdotalebra octolineata ingår i släktet Rhabdotalebra och familjen dvärgstritar. Inga underarter finns listade i Catalogue of Life.